# Валентин і Валентина
«Валентин і Валентина» (рос. «Валентин и Валентина») — радянський художній фільм 1985 року, режисера  Георгія Натансона за однойменною п'єсою  Михайла Рощина.

## Сюжет
Вісімнадцятирічні Валентин і Валентина люблять один одного. Саме в такому віці почуття може бути таким яскравим і романтичним. Але батьки не хочуть зважати на почуття дітей, вважаючи, що вони краще розуміють, в чому їхнє щастя. Мати Валентини вважає, що її дочка заслуговує більш вигідного нареченого, мати Валентина теж не в захваті від його нареченої. Але справжня любов може подолати будь-які перешкоди.

## У ролях
- Марина Зудіна —  Валентина
- Микола Стоцький —  Валентин
- Тетяна Дороніна —  мати Валентини
- Ніна Русланова —  Ліза, мати Валентина
- Зінаїда Дехтярьова —  бабуся Валентини
- Борис Щербаков —  Саша Гусєв
- Лариса Удовиченко —  Женя
- Люсьєна Овчинникова —  Рита
- Валерій Хлевинський —  Володя
- Юрій Васильєв —  Слава
- Олена Антонова —  Катя
- Світлана Андропова —  Діна
- Петро Щербаков —  декан
- Рина Зелена —  вчена
- Аня Андріянова —  Маринка
- Аня Лисікова —  Маша
- Сергій Жигунов —  Карандашов
- Лариса Шахворостова —  епізод

## Знімальна група
- Автори сценарію:  Георгій Натансон,  Михайло Рощин
- Режисер:  Георгій Натансон
- Оператор:  Віктор Якушев
- Композитор:  Євген Дога
- Художник: Георгій Колганов
- Текст пісень:  Андрій Дементьєв